# Clusia odorata
Clusia odorata là một loài thực vật có hoa trong họ Bứa. Loài này được Seem. mô tả khoa học đầu tiên năm 1853.